# Lúcia Moniz
Pour les articles homonymes, voir Moniz.
Lúcia Moniz est une actrice et chanteuse portugaise, née à Lisbonne le 9 septembre 1976.
Internationalement, elle est surtout connue pour avoir joué dans le film Love Actually.

## Biographie
Lúcia Moniz est née le 9 septembre 1976 à Lisbonne. Elle est fille de musiciens, Carlos Alberto Moniz (célèbre chef d'orchestre, musicien et communicant açorien) et Maria do Amparo. Elle est initiée très jeune à la musique et c'est à l'âge de 6 ans qu'elle intègre l'Académie de Musique de Santa Cecília, démarrant quatorze ans d'études de piano et violon. 
Lúcia devient célèbre au Portugal quand, à 19 ans, elle participe au Concours RTP de la chanson sur le thème O Meu Coração Não Tem Cor, arrivant en finale le 7 mars 1996. Elle remporte la sélection nationale, et peut ainsi représenter le Portugal au Concours Eurovision de la chanson, où elle obtient le meilleur classement de la nation portugaise jusqu'à 2016, la sixième place. Ce classement a été battu en 2017 lorsque Salvador Sobral a remporté le Concours pour le Portugal. Cette chanson n'a pas été diffusée au public, étant à peine produit à quelques exemplaires pour l'Eurovision. Cette chanson n'apparaît sur aucun des albums publiés par la chanteuse.
En 1999, son premier album intitulé Magnólia, nom de la ville aux États-Unis où il a été enregistré, est composé de musiques pop dans un style très différent de l'interprétation à l'Eurovision en portugais et en anglais. Magnólia place Lúcia parmi les artistes les plus prometteurs de la musique portugaise, en atteignant rapidement le top des ventes, devenant disque d'Or.
2002 fut l'année de la confirmation pour la carrière de la chanteuse, revenant avec un nouvel album appelé 67, composé de dix thèmes, plutôt rock, écrit par Lúcia Moniz en partenariat avec des auteurs tels que Jorge Palma, João Gil, Pedro Campos, mais aussi Maria do Amparo (mère de la chanteuse). 
À la fin de 2003, après s'être consacrée à la promotion de son second album, Lúcia participa à la comédie romantique Love Actually, dans lequel figurent Hugh Grant, Liam Neeson, Rowan Atkinson, Laura Linney, Emma Thompson, Alan Rickman, Keira Knightley, Bill Nighy, Martine McCutcheon, Andrew Licoln, Billy Bob Thornton, Joanna Page, Kris Marshall, Martin Freeman, Thomas Sangster, Rodrigo Santoro et Colin Firth en tant que Jamie, avec qui le personnage de Lúcia, Aurélia, démarre une étrange relation basée sur la communication au-delà de la barrière de la langue, Aurélia ne parlant qu'en portugais, Jamie n'ayant aucune connaissance de cette langue. Le long-métrage fut dirigé par Richard Curtis, scénariste des films Bean (coscénariste avec R. Atkinson), Quatre mariages et un enterrement (Four Weddings and a Funeral), Coup de foudre à Notting Hill (Notting Hill), Le Journal de Bridget Jones (coscénariste avec Helen Fielding et Andrew Davies).
Puis, enceinte, elle décida de consacrer du temps à sa vie personnelle. Durant cette période, elle prépara les compositions de son troisième album. Et c'est à Ilha Terceira, aux Açores, qu'elle donna la vie à Júlia Moniz.
En 2005, elle sortit son troisième album, Leva-me pra Casa, aux sonorités plus calmes et plus douces que les précédents albums. 
En 2006, dans la comédie musicale Música no Coração de Filipe La Féria, sortie en 2006, les actrices/chanteuses Anabela et Lúcia Moniz interprètent, en simultané, le rôle du personnage principal, Maria.
En décembre 2008, elle interpréta le rôle d'Anita dans une pièce de théâtre de Filipe La Féria, West Side Story, sur la scène du Théâtre Politeama à Lisbonne.
En 2009, elle enregistra la série Living in a Car où elle interprète le personnage de Carol. Cette série était produite par David Steinber (producteur de Friends et Seinfeld) pour une chaîne de télévision canadienne.
Encore en 2009, elle publie son livre Taberna 2780 (titre faisant allusion au restaurant de l'acteur Bernardo Mendonça, situé à Oeiras) coécrit avec Bernardo Mendonça, Tiago Carvalho et Nuno Barros. Pour l'élaboration du livre, l'actrice était chargée du montage et l'édition de l'Art, rappelant le temps où elle fréquentait les cours de Design. La publication du livre des Editions Bertrand reçut des éloges de personnes connues dans le monde des médias portugais, notamment Teresa Guilherme et Vítor de Sousa.

## Discographie
- 1999 : Magnólia
- 2002 : 67
- 2005 : Leva-me pra casa
- 2007 : Leve Beijo Triste - duo avec Paulo Gonzo
- 2008 : A Wish... keep fighting - duo avec Dr1ve

## Filmographie
- 2003 : Love Actually : Aurelia
- 2005 : 29 Golpes
- 2007 : A Escritora Italiana
- 2009 : Second Life (en)
- 2020 : Fatima de Marco Pontecorvo

## Théâtre
- 2005 : ABC da Mulher
- 2007 : Música no Coração
- 2008-2009 : West Side Story